# Effet drapeau

Cote d'approbation du président Bush de 2001 à 2006. Les pics d'approbation coïncident avec les attentats du 11 septembre, l'invasion de l'Irak et la capture de Saddam Hussein.

Pour les articles homonymes, voir Drapeau (homonymie).
L'effet drapeau, en anglais The rally 'round the flag' effect, est un concept utilisé en science politique et en relations internationales pour expliquer l'augmentation du soutien populaire à court terme du gouvernement ou des dirigeants d'un pays pendant les périodes de crise internationale ou de guerre.
Théorisé par le politologue américain John Mueller au cours des années 1970 dans un article intitulé Presidential Popularity from Truman to Johnson et originellement appliqué aux présidents américains dans un contexte de Guerre froide, l'effet drapeau s'applique depuis à de nombreuses situations. 
La pandémie de Covid-19 en 2020 a brièvement entraîné des pics de popularité pour plusieurs dirigeants. La cote d'approbation de Donald Trump a connu une légère augmentation lors de l'épidémie au début de 2020, d'autres chefs de gouvernement européens ont également gagné en popularité : le président français Emmanuel Macron, le Premier ministre italien Giuseppe Conte, le Premier ministre néerlandais Mark Rutte et le Premier ministre britannique Boris Johnson ont vécu ce phénomène dans les semaines suivant l'arrivée de la pandémie dans leurs nations respectives. Johnson, en particulier, qui est lui-même tombé gravement malade à cause du Covid-19, a vu son gouvernement devenir « le plus populaire depuis des décennies »,. L'ancien secrétaire général de l'OTAN George Robertson a déclaré : « les gens se rassemblent, mais cela s'évapore rapidement ».
Lors de l'invasion de l'Ukraine par la Russie en 2022, le même effet profite au président ukrainien Volodymyr Zelensky ainsi que de manière moins flagrante au président Emmanuel Macron, qui est simultanément candidat à sa réélection et dirigeant de l’État assurant la présidence tournante du Conseil de l'Union européenne . Dans le camp opposé, en dépit des condamnations et des sanctions internationales, le président russe Vladimir Poutine bénéficie également de cet effet, comme cela avait déjà été le cas lors de l'annexion de la Crimée par la Russie en 2014.